# Klaus Gasperi

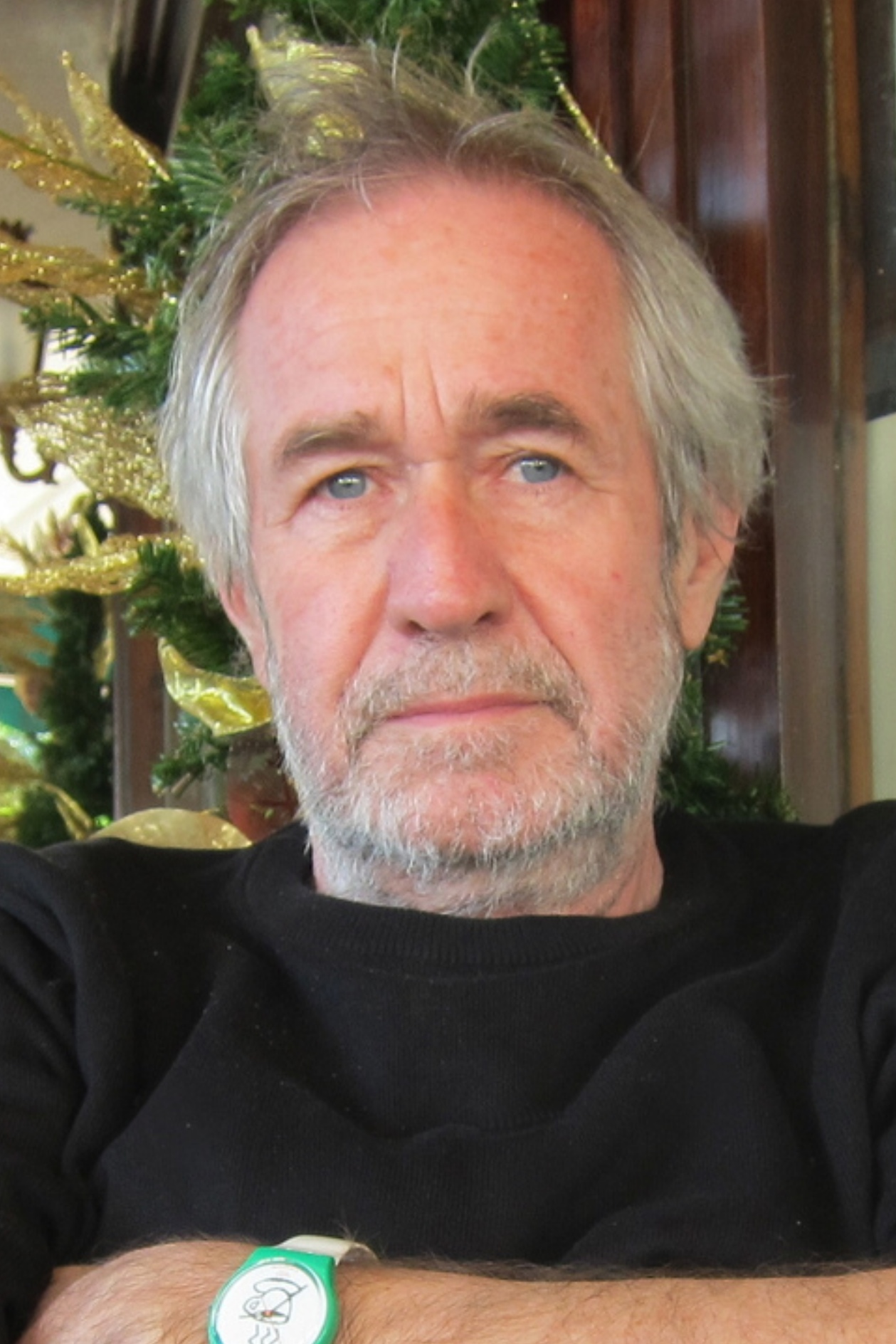
Klaus Gasperi 2014

Klaus Gasperi (* 7. August 1950 in Bruneck, Südtirol) ist ein überregional tätiger Bühnenbildner sowie Gründer und langjähriger Direktor des Stadttheaters Bruneck.

## Ausbildung und beruflicher Werdegang
Nach Abschluss der Kunstakademie in Venedig arbeitete Gasperi einige Jahre als Lehrer für Kunsterziehung sowie als Bühnenbildner für das Bozner Studio des öffentlich-rechtlichen Fernsehsenders RAI. Seit 1980 ist Gasperi als freischaffender Bühnenbildner laufend in Österreich und Deutschland tätig. Dabei arbeitete er u. a. für den ORF, die ARD, das Ensembletheater Bozen, die Vereinigten Bühnen Bozen, das Landestheater Innsbruck, das Schauspielhaus Salzburg, die Bühnen Graz, die Volksschauspiele Telfs, das Salzburger Landestheater, das Landestheater Niederbayern, das Waldviertler Hoftheater, das Stadttheater Fürth und das Gostner Hoftheater in Nürnberg.
Im Jahr 1994 gründete Klaus Gasperi in Bruneck das Theater im Pub, eines der ersten professionell geführten Theater in Südtirol. Im Jahr 2000 ging aus dem Theater im Pub das Stadttheater Bruneck hervor, dessen verantwortlicher Direktor und künstlerischer Leiter Gasperi bis 2020 war. 1997 begann er mit dem Aufbau der Theaterschule Bruneck, die 2003 phasenweise eingestellt, 2009 jedoch wiedereröffnet wurde.

## Gasperi und N. C. Kaser
Gasperi war in seinen Jugendjahren einer der engsten Bezugspersonen für den 1978 frühzeitig verstorbenen Schriftsteller Norbert Conrad Kaser, mit dem er u. a. in der Kommunistischen Partei Italiens aktiv gewesen war. Durch die Sammlung von Texten und Korrespondenz Kasers trug Gasperi wesentlich zur postumen Veröffentlichung von dessen Werken bei, die zu Lebzeiten des Autors großteils unpubliziert geblieben waren.